# Western Writers of America
Western Writers of America, fondée en 1953, fait la promotion de la littérature, fictive et non fictive, relative à l'Ouest américain et le Western. Bien que ses fondateurs aient écrit des fictions occidentales traditionnelles, les plus de six cents membres actuels comprennent également des historiens et d'autres écrivains non romanesques ainsi que des auteurs d'autres genres. 
La WWA a été fondée par six auteurs, dont D. B. Newton . 

## Prix
La WWA présente chaque année les Spur Awards pour ses écrits distingués dans plusieurs catégories et un Owen Wister Award annuel pour ses contributions à vie dans le domaine de la littérature occidentale. 